# Stefan Wesołowski (żołnierz)
Stefan Piotr Wesołowski herbu Ogończyk (ur. 31 stycznia 1909 w Warszawie, zm. 1 kwietnia 1987 w Miami Beach) – polski żołnierz, powstaniec, marynarz, 9-letni obrońca Lwowa, powstaniec śląski i najmłodszy kapral w historii Wojska Polskiego. Kawaler Orderu Virtuti Militari.

## Rodzina
Pochodził z rodu szlacheckiego o tradycjach patriotycznych, był synem Lucjana i Bronisławy. Ojciec Lucjan uczestniczył w rewolucji 1905 roku, dziadek Seweryn brał udział w powstaniu styczniowym, a pradziadek Józef Wesołowski w powstaniu listopadowym. Kilku członków rodu Wesołowskich zostało odznaczonych najwyższym odznaczeniem wojskowym, krzyżem Orderu Virtuti Militari.
W roku 1934 ożenił się z Antoniną z domu Kijańczyk. Ojciec Zdzisława i Jeremiego.

## Najmłodszy kapral
Stefan Wesołowski był jednym z najmłodszych żołnierzy w historii. Wstąpił do Legionów jako 9-latek. Nastąpiło to w roku 1918, kiedy to postanowił walczyć o niepodległość ojczyzny i uciekł z domu. Jako żołnierz Dywizjonu Huzarów Śmierci brał udział w obronie Lwowa. Jego postawa w walce przyniosła mu order Virtuti Militari.
Trzy lata później udał się z grupą kolegów na Śląsk, gdzie uczestniczył w trzecim powstaniu śląskim. Tu również wykazał się odwagą, wysadzając w powietrze niemiecki pociąg pancerny. Został za to odznaczony Krzyżem Walecznych oraz zyskał stopień kaprala. W ten sposób, mając 12 lat, został najmłodszym podoficerem Wojska Polskiego.

## Służba na morzu

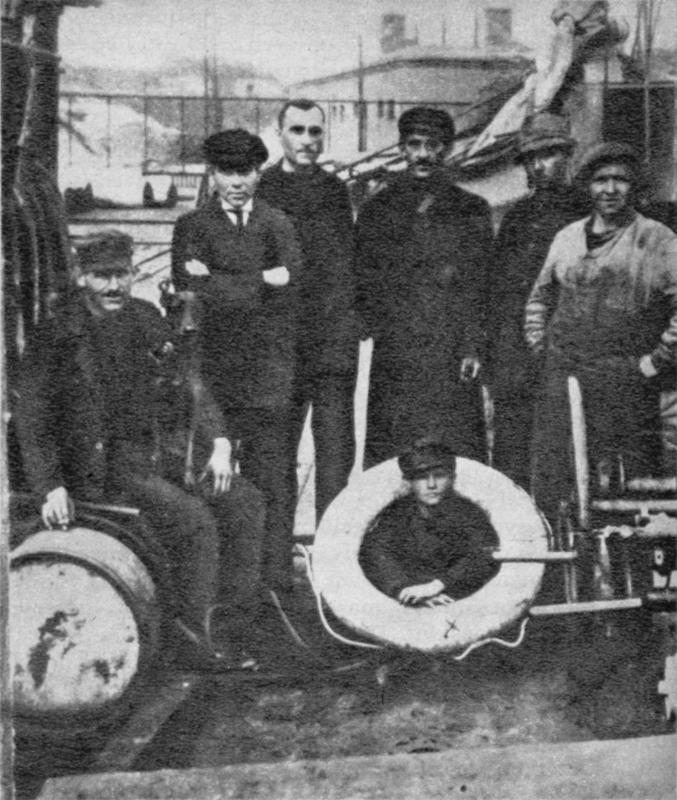
W kole jako chłopiec okrętowy Gazoliny

Po zakończeniu walk powstańczych nie powrócił do Warszawy. Pojechał do Gdańska, gdzie jako chłopiec okrętowy zaciągnął się na niewielki statek handlowy „Abdank” (armator „Gryf”), a później na szkuner „Gazolina” (armator Stanisław Wirpsza) przewożący produkty naftowe. Wesołowski chciał jednak służyć w Marynarce Wojennej. Udało mu się to na skutek decyzji admirała Kazimierza Porębskiego. W wieku lat 13 został skierowany do szkoły podoficerskiej MW, gdzie uczył się znaków sygnalizacji i nadrabiał poważne zaległości w nauce czytania i pisania.
Zaskarbił sobie pełną akceptację załogi na statkach, na których służył. Po flocie polskiej przyszła kolej na francuską. Wysłany na przeszkolenie do Hawru, służył na niszczycielach „Bourrasque”, „Fortune” i „Condercet”. Po ośmiu latach aktywnej służby Stefan Wesołowski w roku 1930 przeszedł do rezerwy. Aż do roku 1939 pływał na statkach handlowych. Uzyskał dyplom szypra I klasy. W 1938 został kierownikiem holownika Pollux przy budowie portu Władysławowo.

### II wojna światowa
24/29 sierpnia 1939 roku ogłoszona została w Polsce powszechna mobilizacja, a 1 września wybuchła II wojna światowa. Wesołowski znalazł się jako bosmanmat sygnalista na pokładzie niszczyciela ORP „Błyskawica”. To właśnie z pokładu „Błyskawicy” – na rozkaz kmdr. ppor. Włodzimerza Kodrębskiego – nadał 30 sierpnia sygnał: Szczęść Boże, ku chwale ojczyzny! – kiedy okręt, na czele zespołu niszczycieli, wypływał z portu w Gdyni, by – realizując Plan Peking – udać się do Wielkiej Brytanii.
Stefan Wesołowski został kontuzjowany podczas bitwy o Narwik w Norwegii i z uwagi na zły stan zdrowia nie mógł już wrócić do służby na okręcie. Za postawę podczas walki, kiedy to skutecznie ostrzelał atakujący „Błyskawicę” bombowiec niemiecki, został odznaczony po raz drugi Krzyżem Walecznych.
3 lipca 1945 otrzymał także Medal Morski Polskiej Marynarki Handlowej z trzema okuciami (czyli czterokrotne nadadanie, nr leg. 1055).
Po opuszczeniu szpitala został zaokrętowany na ORP „Gdynia”, a w pierwszych dniach lipca 1940 roku otrzymał przydział do służby na byłym francuskim ścigaczu „Ch 15” jako zastępca dowódcy. Wiosną 1941 został zwolniony do rezerwy z przyczyn zdrowotnych. Zgłosił się do Polskiej Marynarki Handlowej. Po ukończeniu kursu radiotelegrafistów w Londynie, został radiopraktykantem na polskim motorowcu „Lechistan”. Odbył na nim dwie podróże w konwojach przez Atlantyk. W marcu 1943 zwolił się ze służby z powodów zdrowotnych i pozostał w Nowym Jorku.

### W US Army Transporation Corps
W listopadzie 1943 roku nastąpił przełomowy moment w życiu Stefana Wesołowskiego. Podczas załadunku statku w Stanach Zjednoczonych otrzymał propozycję objęcia stanowiska zastępcy dowódcy – a następnie dowódcy w randze kapitana – lotniskowca transportowego USAT Ganandoc ze składu US Army Transportation Corps.
„Ganandoc” miał za zadanie dostarczać samoloty bojowe i zaopatrzenie z Halifaksu w Nowej Szkocji, poprzez Atlantyk do Liverpoolu w Wielkiej Brytanii. Po kilku rejsach okręt wyznaczony został do udziału w operacji desantowej na Sycylii a następnie w lądowaniu w Normandii. Podczas tej ostatniej operacji okręt został poważnie uszkodzony przez pociski artylerii niemieckiej. Kapitan Wesołowski zdołał doprowadzić go do portu Southampton w Anglii. Tam USS Ganandoc  przeszedł remont i udało się go przywrócić do służby.
Wesołowski służył później na wielu innych jednostkach amerykańskich, w tym jako dowódca na holowniku oceanicznym „LT-533”, który przewoził sprzęt i uzbrojenie dla wojsk walczących we Francji.

## Obywatelstwo amerykańskie
Po zakończeniu wojny rząd Stanów Zjednoczonych przyznał kapitanowi Wesołowskiemu i jego przebywającej w Polsce rodzinie amerykańskie obywatelstwo. Dzięki temu żona Antonina i dwaj synowie – po sześciu latach rozłąki – w lipcu 1946 roku przybyli do Nowego Jorku. Kapitan Wesołowski przeszedł wkrótce do rezerwy i zaczął pływać w amerykańskiej flocie handlowej, gdzie służył przez następne 20 lat. Rodzina mieszkała początkowo na Staten Island pod Nowym Jorkiem, a po przejściu Stefana Wesołowskiego na emeryturę, w Miami Beach na Florydzie.
Stefan Wesołowski otrzymał ponad pięćdziesiąt odznaczeń przyznanych przez władze Polski, Stanów Zjednoczonych (w roku 1980, za osiągnięcia na polu walki w latach 1943-1946, otrzymał decyzją prezydenta USA, J. Cartera, Brązowy Medal Gwiazdy za Odwagę, trzecie w kolejności odznaczenie), Litwy, Francji, Wielkiej Brytanii, Chin, Norwegii i Związku Sowieckiego (tych ostatnich nie przyjął); stał się bohaterem dwóch narodów: Polski i Stanów Zjednoczonych.
Swe wspomnienia spisał w książce Od „Gazoliny” do „Ganandoca”, Wydawnictwo Morskie, Gdańsk 1983, ISBN 83-215-5188-2.

## Ordery i odznaczenia
Polskie:
- Krzyż Srebrny Orderu Virtuti Militari
- Krzyż Komandorski Orderu Zasługi PRL
- Krzyż Niepodległości
- Krzyż Walecznych (dwukrotnie – 1920, 1940)
- Srebrny Krzyż Zasługi z Mieczami (1942)
- Brązowy Krzyż Zasługi (1935)
- Krzyż Zasługi Wojsk Litwy Środkowej (1921)
- Krzyż na Śląskiej Wstędze Waleczności i Zasługi (1921)
- Medal Pamiątkowy za Wojnę 1918–1921
- Medal Dziesięciolecia Odzyskanej Niepodległości (1935)
- Medal Morski (1945)
- Medal Morski PMH (1945)
- Krzyż Kampanii Wrześniowej
- Medal Rodła
- Srebrny Medal za Długoletnią Służbę
- Brązowy Medal za Długoletnią Służbę
- Odznaka za Rany i Kontuzje (trzykrotnie)
- inne odznaki pamiątkowe i wojskowe

Amerykańskie:
- Bronze Star
- Certificate of Merit Medal
- Meritorious Unit Citation
- Merchant Marine Combat Bar
- Merchant Marine Atlantic War Zone Medal
- Merchant Marine Pacific War Zone Medal
- Merchant Marine Mediterranean-Middle East War Zone Medal
- Merchant Marine World War II Victory Medal
- Conspicuous Service Cross (New York)

Brytyjskie:
- Gwiazda za Wojnę 1939–1945
- Gwiazda Atlantyku
- Medal Wojny 1939–1945
- Medal Obrony

Pozostałe:
- Krzyż Wojenny z Palmą (Francja)
- Medal Pamiątkowy za II Wojnę Światową (Chiny)
- Medal Wojny 1940–1945 (Norwegia)
- dwa odznaczenia sowieckie (odmówił przyjęcia)